# Amsacrin
Amsacrin (m-AMSA) ist eine synthetisch hergestellte chemische Verbindung aus der Gruppe der Acridin-Derivate, die als zytostatisch wirksamer Arzneistoff (als sogenanntes Tumorantibiotikum) Verwendung findet.

## Klinische Angaben

### Anwendungsgebiete
Heutzutage (2019) findet das Medikament überwiegend Anwendung zur Therapie der akuten myeloischen Leukämie (AML) und der akuten lymphatischen Leukämie. Verwendung findet Amsacrin hier vor allem zur Konditionierung (HSZT) vor einer allogenen Stammzelltransplantation. Üblich ist hier die Verwendung in Kombination mit Fludarabin und Cytarabin im Rahmen des FLAMSA-Regimes.

### Therapieregime
- FLAMSA (Fludarabin, Cytarabin, Amsacrin in Kombination mit Bestrahlung von 2-12 Gy)[4]
- FLAMSA-RIC (Intensitätsreduziertes Regime bei welchem die Bestrahlung durch Busulfan oder Treosulfan ersetzt wird)[5][6][7][8]
- ACE[9]
- AEP[10][11]

### Unerwünschte Wirkungen
Als unerwünschte Wirkungen können Panzytopenie, gastrointestinale Störungen, zerebrale Krampfanfälle, zentralnervöse Störungen, Alopezie, Phlebitis, allergische Hautreaktionen, Herzrhythmusstörungen, Herzinsuffizienz bis zum Herzstillstand, Leberfunktionsstörungen und Augenschädigungen auftreten.

## Pharmakologische Eigenschaften

### Wirkungsmechanismus
Die Wirkung von Amsacrin beruht auf der Interkalation in der Desoxyribonukleinsäure der Tumorzellen. Die verursachte Änderung der Struktur der DNA inhibiert sowohl die DNA-Replikation als auch die Transkription, da die Aktivität der DNA-Polymerasen, RNA-Polymerasen und Transkriptionsfaktoren herabgesetzt wird. Ebenfalls erfolgt eine Hemmung der Topoisomerase-II-Aktivität, was zusätzlich zur Zytotoxizität beiträgt.

### Aufnahme und Verteilung im Körper
Die Elimination von Amsacrin findet nach intravenöser Gabe durch Metabolisierung in der Leber statt. Die Halbwertszeit beträgt dabei 3–9 Stunden.

## Handelsnamen
Monopräparate
Amsidyl (D), Amsalyo (F), Amekrin (S)